# پوگروم دوروهوی
پوگروم دوروهوی در ۱ ژوئن ۱۹۴۰ در شهرک دوروهوی در رومانی پدید آمد که در طی آن واحدهای نظامی ارتش رومانی اقدام به کشتار یهودیان محلی کردند. اگرچه یک گزارش رسمی رومانیایی تعداد کشته‌شدگان را ۵۳ یهودی عنوان کرد، یهودیان شهرک اما این تعداد را میان ۱۶۵ تا ۲۰۰ تن گزارش کردند. این اقدامات پیش از ورود رومانی به جنگ جهانی دوم به عنوان متحدی برای آلمان نازی، و نیز ورود ارتش آلمان به آن کشور صورت گرفتند.
اگرچه دولت رومانی اقداماتی را برای آزار و اذیت یهودیان، از جمله قانون‌های ضدیهودی و توقیف دارایی‌های یهودیان، اتخاذ کرده بود، این عملیات نظامی علیه یهودیان توسط حکومت ترتیب داده نشده بود. هنگامی که حکومت به قصد واحدهای نظامی برای کشتار پی برد، اقدام به ارسال واحدهایی دیر برای پایان دادن به غائله کرد. با این حال، مسئولان این کشتار هیچ‌گاه دادگاهی نشدند.